# Perityle fosteri
Perityle fosteri là một loài thực vật có hoa trong họ Cúc. Loài này được A.M.Powell mô tả khoa học đầu tiên năm 1983.